# Maschinenkarabiner
Maschinenkarabiner (kurz MKb) ist die Bezeichnung für militärische Handfeuerwaffen für Einzel- und Dauerfeuer, für Mittelpatronen. Die taktischen Eigenschaften der MKb entsprechen auf kurze Entfernung bis 200 m denen von Maschinenpistolen, auf mittlere (bis 400, mit Zielfernrohr auch bis 600 m) denen von Gewehren sowie im Dauerfeuer mit Feuerstößen denen von Maschinengewehren. Von Maschinenpistolen, die üblicherweise einen unverriegelten Feder-Masse-Verschluss haben, unterscheiden sich MKb durch den (teil-)verriegelten Verschluss.
Maschinenkarabiner haben als Rückstoß- oder Gasdrucklader dasselbe Ladeprinzip wie andere Maschinenwaffen. Sie können sowohl klassisch (Rohr, Verschluss mit Verschlussbahn im Gehäuse und darunterliegendem Abzugsmechanismus und Schulterstütze) als auch in Bullpup-Bauweise aufgebaut sein.
Die Wirkung einer Waffe wird durch das Kaliber, die Ladung und die Rohrlänge bestimmt. Das Geschoss der beim Sturmgewehr 44 benutzten Mittelpatrone 7,92 × 33 mm kurz hatte denselben Durchmesser wie das der Ordonnanzpatrone 8×57 IS, durch die reduzierte Ladung aber einen deutlich geringeren Rückstoß und damit weniger Reichweite und Eindringtiefe.

## Begriffsbildung
Die Bezeichnung Maschinenkarabiner setzt sich zusammen aus dem Bestimmungswort Maschinen- und dem Grundwort Karabiner. Ersteres bezeichnet die automatische Funktionsweise des Verschlusses. Letzteres bezeichnet äußere Gestalt und ballistische Leistung als eine Waffe mit, gegenüber normalen Gewehren, verkürztem Lauf und verminderter ballistischer Leistung. Das Wort beschreibt die entsprechenden Waffen also präziser als die Suggestivbezeichnung Sturmgewehr.

## Besonderheiten

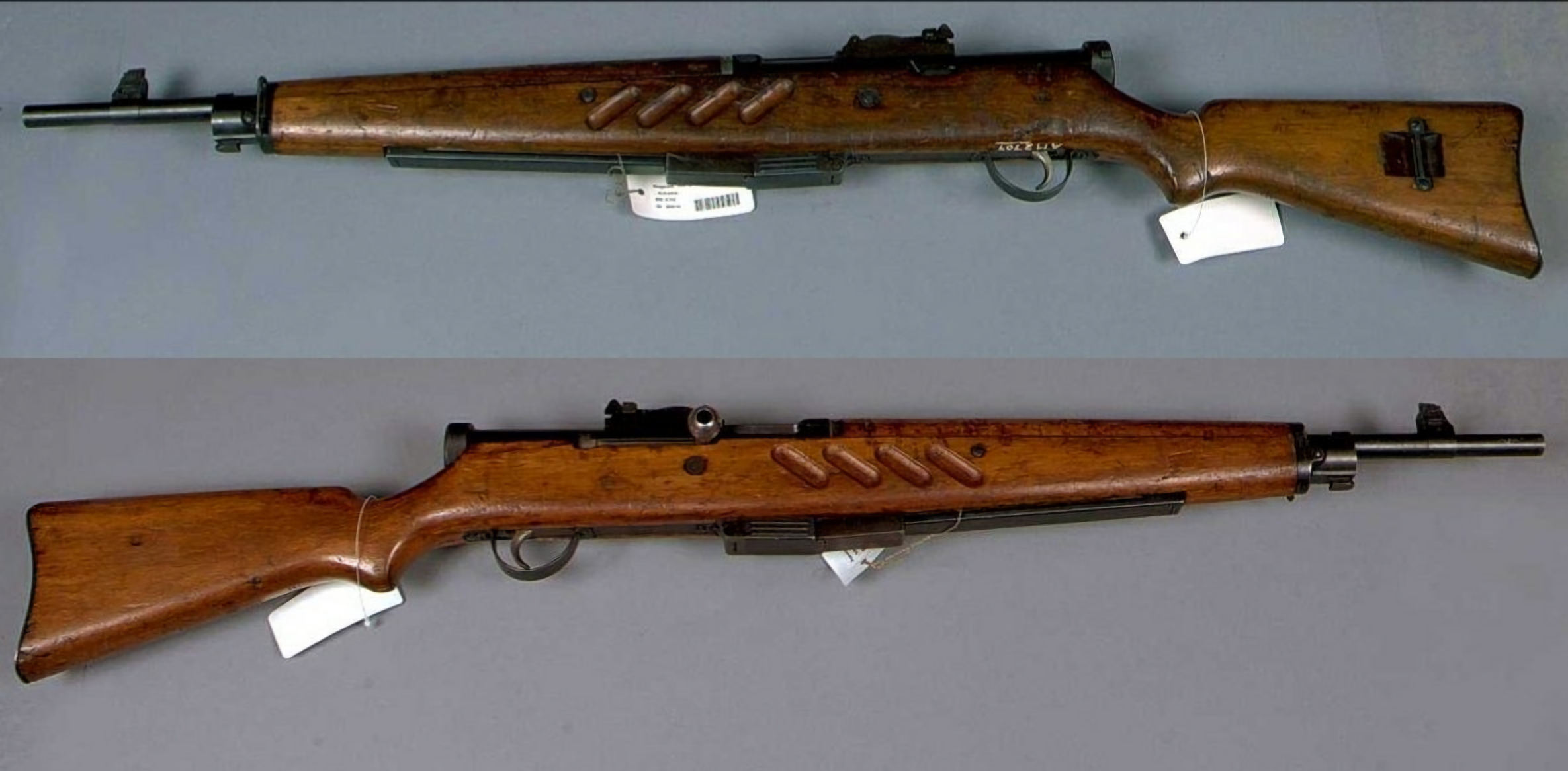
SIG MKMS, eine vereinfachte Variante des MKMO

Der Begriff Maschinenkarabiner wurde von der SIG geprägt, bei der ab 1935 die beiden Maschinenkarabiner MKMO und MKPO (Maschinenkarabiner, Militär/Polizei, Hülsenauswurf: oben) hergestellt wurden. Diese beiden Waffen verschossen die starke Pistolenpatrone 9 × 25 mm und sind daher, ungeachtet der Bezeichnung, Maschinenpistolen.

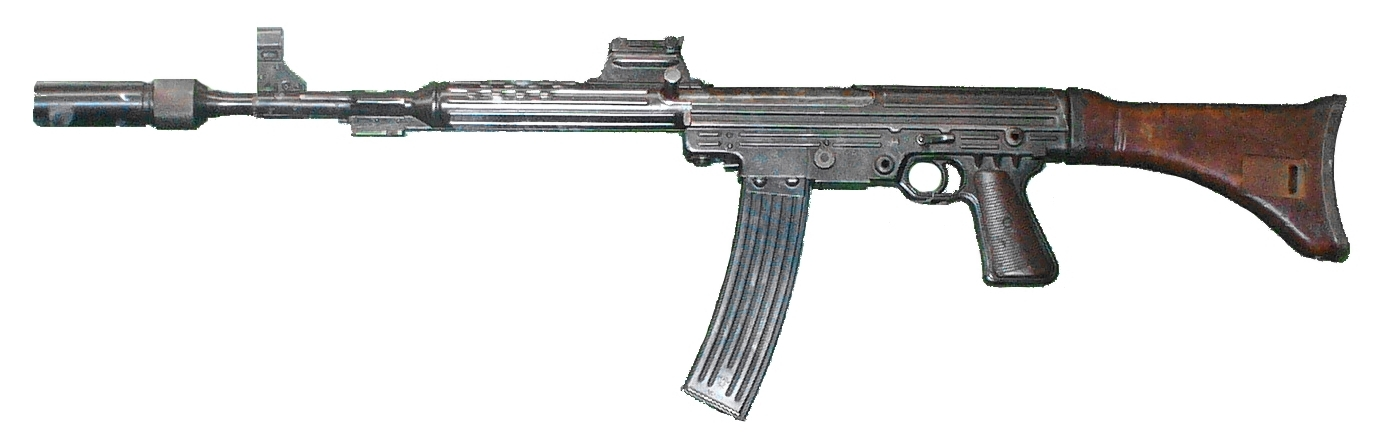
MKb 42 (W), mit Schießbecher

Das Konzept einer vollautomatischen Handfeuerwaffe, die von einem Schützen bedient werden konnte, nicht schwerer als ein Infanteriegewehr war und auch bei Dauerfeuer beherrschbar war, wurde weiterentwickelt und führte schließlich zu einer Waffengattung, die heute allgemein als Sturmgewehr bezeichnet wird.
Der Begriff Sturmgewehr wurde im Zweiten Weltkrieg von der NS-Propaganda geprägt und hat sich heute durchgesetzt, vor allem als Rückübersetzung der amerikanischen Bezeichnung assault rifle. Der eigentlich korrekte Begriff Maschinenkarabiner gilt als veraltet.

## Gesetzeslage

### Situation in Deutschland
Das deutsche Waffengesetz verbietet in der Anlage 2 (Waffenliste) den Umgang mit vollautomatischen Waffen, weil diese als Kriegswaffen einzustufen sind und damit unter das Kriegswaffenkontrollgesetz (KrWaffKontrG) fallen. Dieses verbietet Privatpersonen die Herstellung oder den Besitz von sowie den Handel mit Kriegswaffen und sieht bei Verstößen Freiheitsstrafen von bis zu 10 Jahren vor.

### Situation in Österreich
In Österreich fallen Maschinenkarabiner unter die Kategorie A („Verbotene Waffen und Kriegsmaterial“) des österreichischen Waffengesetzes. Damit sind der Erwerb, Besitz und das Führen für Privatpersonen grundsätzlich generell verboten. Allerdings kann der Bundesminister für Landesverteidigung laut §18 des Waffengesetzes verlässlichen Personen ab 21 Jahren eine Sondergenehmigung erteilen, zusätzlich ist eine Zustimmung des Bundesministers für Inneres notwendig.

### Situation in der Schweiz
Im schweizerischen Waffenrecht fehlt der Begriff Maschinenkarabiner. Gemäß dem Waffengesetz, Artikel 5 ist der Erwerb und Besitz von Seriefeuerwaffen verboten. Dies gilt auch für solche, die zu halbautomatischen Waffen umgebaut worden sind. Zudem verbietet das Gesetz das Schießen mit Seriefeuerwaffen. Die kantonalen Behörden können in begründeten Einzelfällen, z. B. für Sammler, Ausnahmebewilligungen erteilen. Diese Bewilligungen enthalten Vorschriften, welche durch die Behörde regelmäßig überprüft werden. So sind u. a. Verschluss und Waffe „getrennt und vor dem Zugriff Dritter geschützt“ aufzubewahren.